# احسان جامی
احسان جامی یک سیاست‌مدار ایرانی - هلندی است. وی در سال ۲۰۰۷ به دلیل مواضع تند نسبت به دین و پیامبر اسلام در کشور هلند به شهرت رسید.
احسان جامی در سال ۱۹۸۵ در ایران متولد شد و از نه سالگی همراه با خانواده‌اش به هلند مهاجرت کرد. جامی در رشته مدیریت در هلند تحصیل کرده و در سال ۲۰۰۳ به حزب کارگر پیوست. وی در زمستان ۲۰۰۶ به عنوان نماینده شورای شهر فوربورگ برگزیده شد.
او دین اسلام را پس از حملات ۱۱ سپتامبر رها کرد. در ماه مه ۲۰۰۷، کمیته‌ای به نام کمیته مسلمانان پیشین تأسیس نمود.
جامی در مرداد ۲۰۰۷ توسط دو مراکشی و یک سومالیایی در نزدیک منزلش مورد ضرب و شتم قرار گرفت که گفته می‌شود به دلیل مواضع او نسبت به دین اسلام بوده‌است.